# Fracturation hydraulique

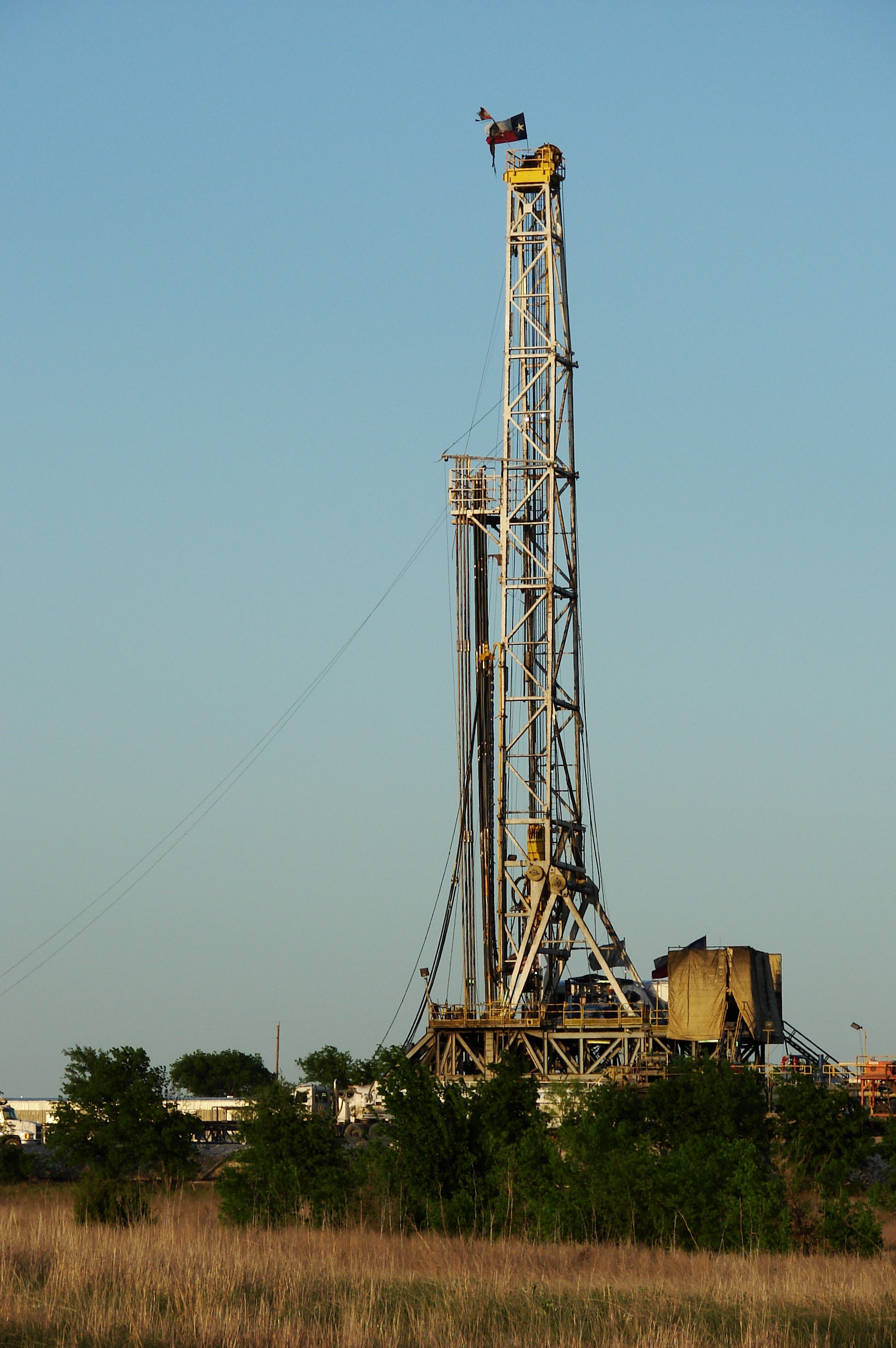
La première étape technique est le forage d'un puits ; ici dans un champ gazier dans une formation géologique dite Schistes de Barnet (Barnett Shale), près d'Alvarado (Texas), en avril 2008

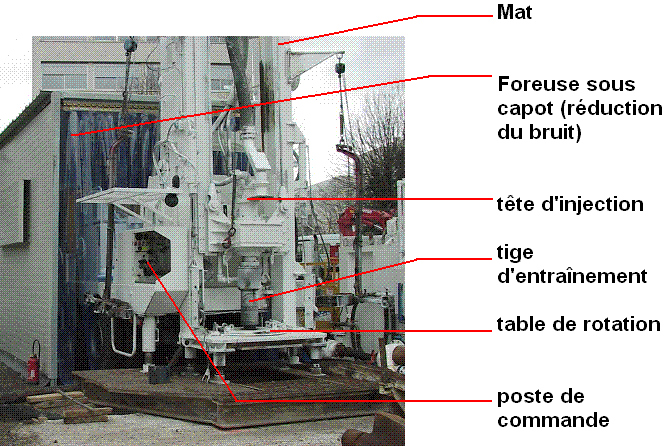
Foreuse de type Rotary (2002)

La fracturation hydraulique est la dislocation ciblée de formations géologiques peu perméables, par le moyen de l'injection sous très haute pression d'un fluide destiné à fissurer et microfissurer la roche.
Cette fracturation peut être pratiquée à proximité de la surface, ou à grande profondeur (à plus de 1 km, voire à plus de 4 km dans le cas du gaz de schiste), et à partir de puits verticaux, inclinés ou horizontaux.
Cette technique relativement ancienne (1947), inventée pour les gisements d'hydrocarbures conventionnels, a vu son intérêt renouvelé par son association au forage horizontal (développé, lui, à partir de 1980). C'est la maîtrise graduelle de la rentabilité économique de cette association pour les gisements non conventionnels qui a guidé le développement récent de l'exploitation de ces derniers : elle a rendu accessibles des ressources soit auparavant inaccessibles, soit qui n'auraient été exploitables qu'à des coûts exorbitants et avec lenteur.
Elle est effectuée en fracturant la roche par une contrainte mécanique à l'aide d'un fluide injecté sous haute pression à partir d'un forage de surface, pour en augmenter la macro porosité, et de façon  moindre, la microporosité. Le fluide peut être de l'eau, une boue ou un fluide technique dont la viscosité a été ajustée.
Quand la pression du fluide, injecté à la profondeur voulue, dépasse celle créée au point d'application par le poids des roches situées au-dessus, une ou des fractures s'initient ; plus exactement, quand la pression dépasse celle de l'eau interstitielle de la roche. Les fractures s'élargissant avec l'injection continue du fluide. Elles peuvent alors se propager, éventuellement sur plusieurs centaines de mètres, tant que l'apport de fluide est maintenu. La direction que peuvent prendre les fractures est l'objet d’études préalables, mais est loin d’être entièrement contrôlable.
Pour empêcher que le réseau de fractures ne se referme sur lui-même au moment de la chute de pression, le fluide est enrichi (environ 10 %) en agents de soutènement : des poudres de matériaux durs, principalement grains de sable tamisé, ou microbilles de céramique. Ceux-ci vont remplir les fractures et, une fois en place et recompressés par le poids des roches, constitueront un milieu suffisamment poreux pour permettre la circulation ultérieure des produits à extraire. Le fluide injecté contient également un mélange complexe de produits issus de l'industrie chimique (0,5 % typiquement au total), puisés dans une liste de plus de 750 références commerciales. Il s'agit notamment d'additifs adaptés à la fracturation des roches en place, et souvent des biocides. Ces derniers sont destinés à empêcher le développement d'éventuelles bactéries qui compliqueraient le processus d'extraction. (Ces bactéries se nourrissent de composés chimiques présents dans le sous-sol, hydrogène sulfuré notamment, fer dissous…)
Typiquement, une opération individuelle de fracturation est réalisée en quelques heures — exceptionnellement plusieurs jours — et de très nombreuses fracturations sont échelonnées le long d'un même forage horizontal unique. Finalement, pendant la phase d'extraction, ces zones de fissures artificielles régulièrement espacées vont permettre de drainer des volumes de roches relativement éloignées de l'axe du puits, mais guère plus : les zones extractibles restent confinées à la proximité des fissures ainsi créés, l'imperméabilité de la roche reprenant rapidement au-delà. De ce fait, la productivité d'un puits fracturé chute assez rapidement avec le temps : un quart des volumes récupérés le sont la première année, la productivité se réduisant à 10 % au bout de cinq ans.
Le principal usage de ces techniques est la stimulation de la vitesse et de l'ampleur du drainage de gaz ou de pétrole par un puits, dans des réservoirs rocheux faiblement perméables (ex : schistes) qui, sans cette technique, ne produiraient presque rien.
Quand les hydrocarbures sont piégés au sein même de la matrice rocheuse, la fracturation hydraulique facilite l'accès à une plus grande partie du gisement. Associé à d'autres techniques faisant appel à un cocktail de produits chimiques ajoutés au fluide de fracturation, il facilite aussi la désorption puis la récupération du gaz ou pétrole qui étaient depuis des millions d'années piégés dans la matrice rocheuse elle-même (schistes, schistes bitumineux au caractère feuilleté et naturellement inaptes à la percolation rapide).
Ces techniques suscitent depuis la fin des années 2000-2010 une controverse en Amérique du Nord, qui semble s'étendre dans le monde, alors que de grands opérateurs industriels se préparent à exploiter de nouveaux champs pétroliers et gaziers, dans les grands fonds marins, en Alaska, au Canada et dans le reste du monde.

## Terminologie

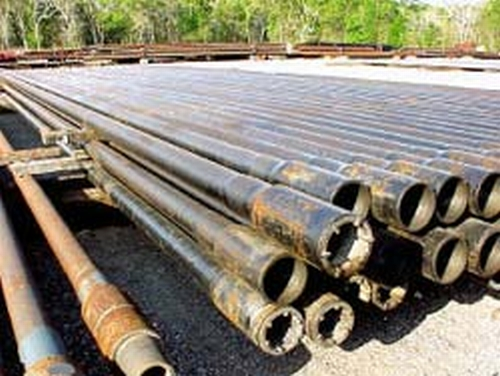
Tubes d'acier sans soudure (Drill pipe pour les anglophones) utilisés pour faire tourner la tête de forage et faire circuler le fluide de forage. Des outils divers peuvent y être adaptés au niveau des joints.

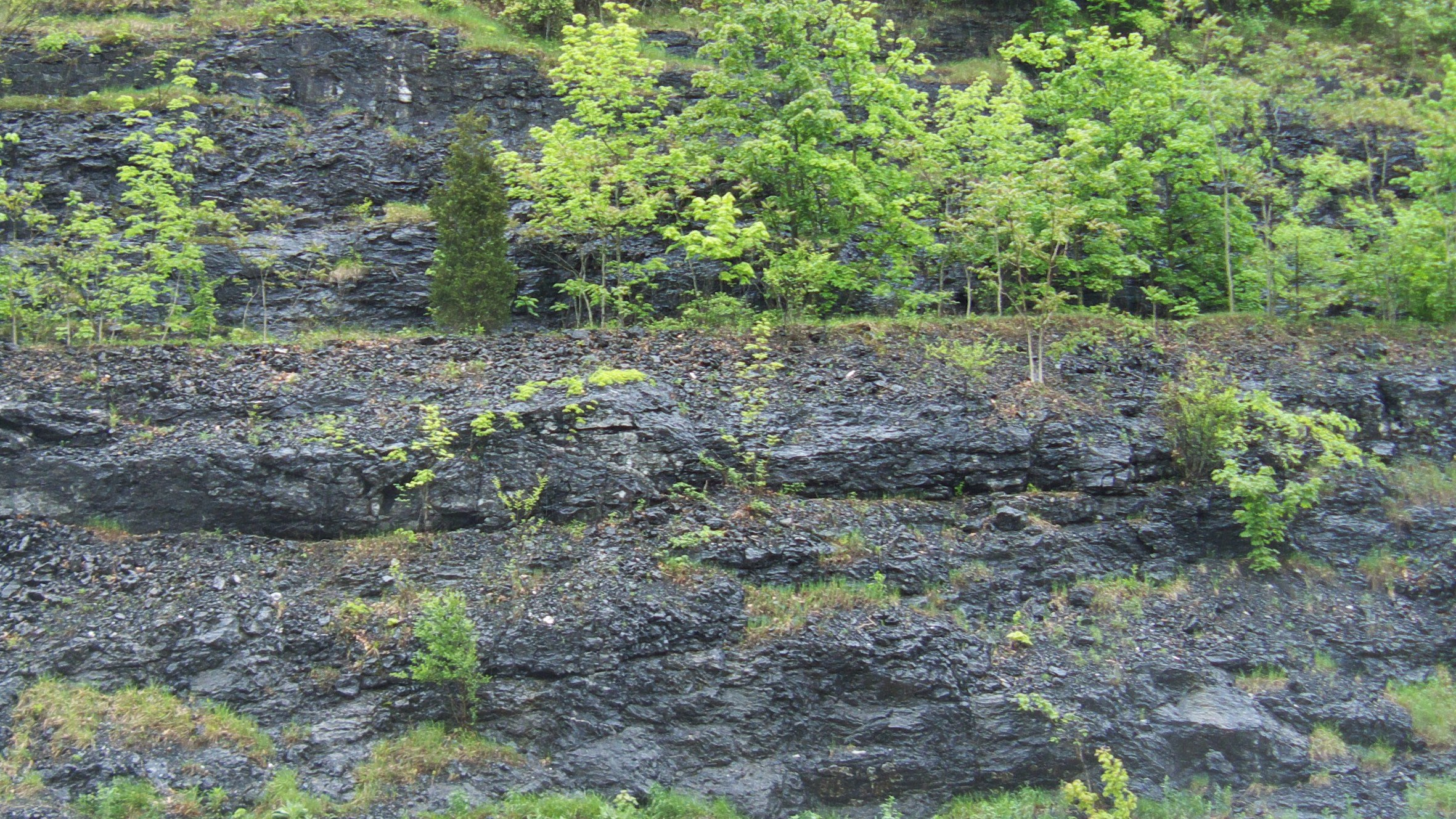
Partie visible d'une épaisse formation géologique schisteuse dite Schistes de Marcellus (Marcellus Shale), ici le long de l'Interstate 80 (États-Unis). Cette couche s'enfonce profondément dans le sous-sol où elle fait l'objet depuis quelques années d'une intense exploitation gazière par fracturation hydraulique.

On parle aussi, pour cette technique, d'« hydrofracturation » ou « fracturation hydrosiliceuse » (ou encore « frac jobs », frac'ing dans l'industrie, ou plus généralement « fracking », ou de « fracturation hydraulique massive » (Massive Hydraulic Fracturing ou MHF pour les anglophones), à ne pas confondre avec l'hydrofracturation naturelle (Cryoclastie) qui résulte, en surface, de l'effet du gel de l'eau emprisonnée dans une roche.

## Histoire du concept et de ses premières applications
Selon le site internet de l'entreprise Halliburton, l'un des plus gros opérateurs de ce domaine, l'idée de stimuler la productivité de forages par la fracturation sous haute pression aurait été lancée par la multinationale Halliburton elle-même dans les années 1940, avec une première expérimentation en 1947 au Kansas pour le compte de la compagnie pétrolière et gazière Stanolind Oil and Gas Corp..
En 1957, le procédé a pu être amélioré par de nouvelles pompes et compresseurs permettant d'atteindre des pressions plus élevées. En 1972, le groupe Halliburton met au point son procédé Waterfrac. Six ans plus tard, Esso Resources Canada teste un puits horizontal au Cold Like Leming (en expérimentant un drainage par gravité thermiquement assistée de pétrole lourd très visqueux), et Arco rajeunit efficacement ses puits « à haut GOR » (High Gas/Oil Ratio Wells ; haut ratio de gaz par rapport au pétrole) en y adjoignant des puits horizontaux l'année suivante, réglant du même coup un problème de coning (« gasconing »),. En 1980, Texaco Canada achève un programme de forage d'exploitation de sable bitumineux non consolidés, à faible profondeur dans le gisement d'Athabasca.
En Australie, elle est utilisée pour la première fois en 1969 pour la production de gaz.
De 1979 à 1983, alors que des puits horizontaux étaient creusés dans les pays du bloc de l'Est, en Europe de l'Ouest, Elf-Aquitaine, en lien avec l'IFP fore quatre puits horizontaux dans des réservoirs pétrolifères dont trois situés sur le continent en France (Lacq 90, Lacq 91, Castera-Lou 110H en France) ; le quatrième (Rospo Mare 6D) s'étendant en Italie au large des côtes dans le réservoir karstique du champ Rospo Mare (zone italienne de la mer Adriatique). Aux premiers essais de puits horizontaux à Rospo Mare, la productivité était 20 fois supérieure aux puits verticaux des pays voisins. En 1986 et 1987, puis de 2004 à 2008, plusieurs opérations ont été effectuées en Seine-et-Marne sous le contrôle des DREAL et DRIEE.
Depuis le creusement de son premier puits horizontal, plus de 1 million d'opérations auraient été conduites par le groupe Halliburton, qui auraient permis d'extraire plus de 17 milliards de mètres cubes de gaz. Mais alors que son « utilisation sûre et efficace n'a jamais été plus importante que maintenant », elle est pointée du doigt pour ses impacts sociaux-environnementaux qui semblent plus importants que prévu (pollution de l'eau, de l'air et des sols, et impacts sur la santé et le climat). En 1974, lors du vote de la nouvelle loi sur l'eau, la fracturation hydraulique et ses risques n'ont pas été pris en compte. Peu après (en 1979), l'exploration et un début d'exploitation à grande échelle commençaient au Texas (dans un gisement nommé « Barnett shale »)

## Histoire technologique
La première utilisation industrielle de la fracturation hydraulique a plus d'un siècle. Elle est décrite dans un bulletin du U.S. Geological Survey de 1903, selon T.L. Watson. Avant cette date, la fracturation hydraulique a déjà été utilisée (et l'est toujours) dans les carrières de Mount Airy (près du Mont Airy, en Caroline du Nord) pour faire éclater le granit et en séparer plus facilement qu’avec des explosifs des blocs du socle rocheux.
Le premier essai de fracturation hydraulique profonde (sans forage horizontal), visait à stimuler un puits de pétrole et de gaz naturel. Il aurait été testé pour la première fois aux États-Unis, en 1947, par la compagnie Halliburton,.
Son développement commercial a rapidement suivi, dès 1949. En raison de son efficacité, cette technique a rapidement été adoptée par d’autres compagnies, pour être aujourd’hui utilisée dans le monde entier, dans des dizaines de milliers de forages pétroliers et gaziers chaque année.
Les nombreux géologues qui travaillaient pour les pétroliers à la période dite de l'or noir connaissent déjà des exemples naturels de fracturation par pression ou dépression interne, dans le socle rocheux. Dans une faille naturelle, l'introduction d'une solution hydrothermale sous une pression dépassant celle de l'eau interstitielle (ici contenue dans les pores de la roche) provoque une fracturation. De tels phénomènes peuvent être d'origine volcanique, eustatique, tectonique, ou résultent de mouvements et rééquilibrages géologiques. Ils sont des phénomènes de fracturations naturelles « hydrauliques » (au sens général et mécanique du mot hydraulique, ou la pression hydraulique peut ne pas provenir d'eau, mais aussi de boue, de lave ou roche magmatique).
Les plus spectaculaires sont les « dykes ». Ces lames rocheuses, tantôt fines, tantôt épaisses de plusieurs mètres, peuvent recouper (éventuellement à angle droit) d’autres couches géologiques rocheuses, ce qui les différencie des « sills » où la roche magmatique n'a fait que s’insinuer entre deux lits rocheux préexistants.
Dans ces deux derniers cas, ce n’est pas de l’eau, mais de la roche magmatique, liquide parce qu'en fusion, qui a fragmenté ou simplement rempli le réseau fracturé. Une fois la roche refroidie, l’intégrité physique du socle rocheux est en quelque sorte rétablie, voire renforcée.
Au contraire, la fracturation hydraulique, telle que pratiquée industriellement aujourd’hui, vise à briser l'intégrité du substrat rocheux, de manière durable par insertion de sable ou matériaux spéciaux visant à empêcher le réseau de fractures de se refermer.
À très petite échelle, très localement, et en surface, certains systèmes de geysers pourraient induire des phénomènes de microfracturation hydraulique, mais sans comparaison avec les fracturations produites à grande profondeur au moyen des pompes hydrauliques modernes.
L'homme connaît depuis longtemps la fracturation, par le gel, de certains calcaires gélifs (phénomène utilisé par les agriculteurs depuis des siècles pour la production d’amendements calcaires en zone froide ou tempérée, mais redouté par les bâtisseurs qui n'utilisaient ces calcaires qu’enfouis dans les fondations (hors-gel), ou protégés du froid au cœur des appareillages de murailles de fortification). Les hommes préhistoriques, pour produire des menhirs savaient déjà utiliser des encoches taillées dans le granit, dans lesquelles on enfonçait un morceau de bois sec, ensuite arrosé pour qu’il se gonfle au point de fendre des granits. L'idée d'utiliser la pression pour fendre ou fragmenter des roches est donc ancienne, mais son usage à grande profondeur nécessitait de puissantes pompes hydrauliques (montées sur camions) et des moyens pour bien rendre étanches les têtes de puits, moyens qui n'existaient pas autrefois.
On a rapidement eu l'idée d'injecter du sable dans les fractures et microfissures produites par le fluide de fracturation. Dans les années 1970, de nouveaux agents de soutènement (proppants), hautement résistants, en céramique (frittée), sont apparus sur le marché. Testés en laboratoire dans des systèmes de fracturation de 2 750 m à 5 800 m de profondeur, ils sont réputés mieux maintenir les fractures ouvertes en résistant mieux à la compression et aux hautes pressions (plus de 76 MPa), tout en résistant aux acides introduits dans les fluides de fracturation ou présents dans le gisement. En laboratoire, ils résistent à des pressions très élevées et ne perdent aucune de leurs qualités à des températures de 150 °C. Ils sont microporeux, et de diamètres et couleurs variées. Leur densité peut être la même que celle des sables qui étaient utilisés antérieurement.
Au-delà de certaines pressions, c'est le matériau rocheux qui s'écrase autour des proppants.
Pour que ces forages soient rentables, il fallait encore inventer et maîtriser le forage horizontal, qui remplace souvent avantageusement plusieurs puits verticaux, et qui - à partir d'un seul puits vertical - peut drainer plusieurs couches d'un réservoir « multi-couches » (on parle alors de « puits multilatéraux », dont les versions les plus modernes et complexes sont en arêtes de poisson).
Le premier forage horizontal volontaire et réussi serait celui d'un puits creusé par Elf-Aquitaine, Lacq-90, dans le sud de la France, effectué en juin 1980, suivi par Lacq-91, Casteralou (France), Rospomare-6d (Italie) et Pelican Lake (Canada). Dix ans plus tard, des centaines de puits horizontaux étaient forés chaque année, et ensuite des centaines le seront chaque année, puis des milliers dans les années 2007-2010, grâce aux progrès de la chimie et de la physique des boues de forage et fluides de fracturation, et grâce aux progrès de la prospection souterraine et offshore, des moteurs de fonds, combinés à des appareils de géopositionnement souterrain en continu permettant de forer des puits à courbure à faible rayon. Dans le même temps, avec les progrès des ordinateurs et logiciels informatiques, la modélisation a également progressé. Toutes ces conditions étaient nécessaires pour pouvoir rendre la fracturation « utile » et « rentable » (dans les conditions économiques, techniques et juridiques du moment) pour exploiter des ressources fossiles de plus en plus éloignées et fortement piégées dans la roche.
En ce qui concerne les proppants, il faut souligner l'évolution de la technologie, consistant à utiliser depuis les années 1980 des billes en céramique électrofondue à base de silice et de zircone, fabriquées par la société française « Société Européenne des Produits Réfractaires » sous l'appellation commerciale Zirprop. Ces produits sont décrits notamment dans le brevet européen no 52537.

## Impacts environnementaux
La mesure des impacts environnementaux négatifs a émergé en  Amérique du Nord, puis s'est étendue en Europe.
Elle porte sur les impacts directs et indirects de cette nouvelle forme d'exploitation d'énergies fossiles et particulièrement sur les dégradations environnementales (des écosystèmes, des nappes, de l'air, des eaux souterraines et de surface, du sol et du sous-sol) ; les cas supposés de contamination des nappes phréatiques ont été répertoriés aux États-Unis. Il est notamment mis en cause le défaut de cimentation dans les parties supérieures du forage et non la technique de fracturation hydraulique elle-même. Les nappes phréatiques se situent à environ un kilomètre de distance en profondeur des zones exploitées, ce qui rend très hypothétique le risque d’une contamination directe.
Par ailleurs, les impacts à moyen et long terme de la fracturation profonde ne semblent pas avoir fait l'objet d'études publiées, et au sein même des administrations, il peut exister des conflits d'intérêts ou divergences de points de vue entre les services chargés de l'environnement, de l'eau potable ou de l'évaluation environnementale, et ceux chargés (dans l'État de New-York par exemple) d'assurer une énergie abondante et peu chère ou une industrie florissante.
Le film documentaire Gasland a présenté des images de cas très préoccupants de pollutions par les fluides de forage et/ou de fracturation et de remontée de gaz, par exemple dans le réseau domestique d'eau potable et dans les puits de surface d'une ville du Colorado. Une enquête menée par la Colorado Oil and Gas Conservation Commission aurait par la suite démontré que ce cas particulier serait dû au méthane naturellement présent dans l’eau et non à la technique de fracturation hydraulique. Dans d'autres zones d'exploitation de gaz par fracturation hydraulique, le film témoigne de problèmes de santé chroniques dans la population.

### Émission de gaz à effet de serre
Les gaz à effet de serre émis peuvent provenir de fuites dans le sol, à partir des puits et lors du transport. Le méthane (CH4) ainsi libéré est un puissant contributeur à l'effet de serre, du fait de son potentiel de réchauffement global 28 fois supérieur à celui du dioxyde de carbone (CO2).
En 2012, l'importance des fuites de méthane est confirmé par des analyses faites en 2011-2012 dans le bassin gazier de Denver-Julesburg (Colorado) en exploitation. Près de 4 % de la production qui sont ainsi perdus dans l'atmosphère, sans prendre en compte d'autres pertes sur l'aval du réseau (fuites des systèmes de stockage, de canalisation et de distribution). Ces chiffres confirment l'évaluation de Howarth de 2011, qui a été contestée par l'industrie gazière et certains universitaires[réf. nécessaire].
La fracturation hydraulique produit de premiers rejets irréguliers (bulles de gaz et « rots de production » que les sociétés gazières rejettent dans l'air au début, durant un mois voire plus), avant que le puits ne soit connecté à un pipeline. Après la « fermeture » du puits, d'autres fuites plus diffuses peuvent survenir. Dans ce bassin étudié en 2011-2012, une petite partie du CH4 perdu provenait de réservoirs de GPL (stocks avant expédition), « mais une grande partie de celui-ci (le CH4) est juste du gaz brut fuyant de l'infrastructure », représentant de 2,3 à 7,7 % de perte, soit une estimation moyenne de 5 %, légèrement plus élevée que celle faite par l'Université Cornell en 2011 (de 2,2 % à 3,8 %) pour les puits et la production de gaz de schiste. Cette estimation est également plus élevée que celle, précédente, de l'EPA (qui a révisé sa méthodologie), « ce qui a en 2011 à peu près doublé l'inventaire officiel des émissions de l'industrie du gaz naturel au cours de la dernière décennie aux États-Unis ». Durant la vie d'un forage, 1,9 % du gaz perdu s'échappe du puits à la suite de la fracturation. On saurait techniquement capter et stocker ce gaz et ceux issus du processus de fracturation, mais à des coûts trop élevés selon l'industrie gazière. Selon une publication de la National Oceanic and Atmospheric Administration (NOAA) parue dans le journal Nature (février 2012), le CH4 perdu dans l'air est en quantités au moins deux fois supérieures à ce qu'annoncent les industriels gaziers.
Les producteurs et exploitants de ressources fossiles proposent, pour diminuer leur dette écologique ou celle des activités « carbonées », un stockage géologique consistant à injecter et à stocker le CO2 produit par la future exploitation du gaz, charbon et pétrole, au moins à partir des grandes centrales électriques ou usines de carbochimie. Mais il est à craindre que la fracturation géologique des réservoirs, qui sont précisément constitués de couches rendues très perméables, ne rende de nombreuses formations géologiques également impropres à conserver le CO2.

### Pollution des eaux
En février 2011, le New York Times publie des documents qui révèlent que les eaux rejetées par les forages de gaz de schiste sont radioactives à des taux atteignant 1 000 fois les limites autorisées.
Par ailleurs les industriels du secteur ont montré peu de transparence, certains ne révélant pas la composition exacte du mélange injecté au nom du secret opérationnel, a été l’un des principaux points d’attaque de la part des détracteurs de cette technologie. Cependant, plusieurs opérateurs ont publié la liste des produits présents dans le fluide de fracturation, à la demande d'associations de consommateurs et des autorités américaines. Aujourd’hui, les entreprises ont l'obligation d'en publier la liste.
Si aux États-Unis, les industriels pouvaient faire signer aux propriétaires privés un accord de confidentialité ne permettant pas la révélation de problèmes sanitaires ou environnementaux, aucun accord de la sorte ne peut être passé en France (la gestion du sous-sol appartenant à l’État).
Un des impacts évoqués, notamment dans les régions sèches ou bien là où la potabilité de l'eau est déjà dégradée, est le problème de la consommation importante d'eau que requiert la fracturation hydraulique massive (MHF, qui se développe le plus), qui peut nécessiter de 190 à 1 900 m3 de fluide de fracturation, et de 50 à 500 tonnes d'agents de soutènement (proppants).

### Faible durabilité et dégradation des paysages
Les puits de ce type d'exploitation sont très productifs au début mais peu durables. Il y a peu de gaz dans les réservoirs, parfois soumis aux effets d'ennoiement du puits par l'eau (coning) qui profite aussi de la fracturation pour mieux circuler (en se polluant éventuellement au passage), ce qui rend le puits obsolète en quelques années.
Les exploitants des champs gaziers ou pétroliers ont ainsi été contraints de cribler le paysage de dizaines voire de milliers de puits en quelques années (accompagnés de zone de stockage, bassins, routes.....) entrainant une dégradation des paysages.
Par ailleurs, il existe une incertitude géologique : même si les techniques de sondage sismique affinées par les pétroliers ont beaucoup progressé, certaines failles ou inhomogénéités peuvent ne pas apparaître ou être mal interprétées, tout particulièrement dans d'anciens bassins miniers déjà exploités, à la suite des affaissements miniers par exemple. De plus maitriser le volume et la régularité de la fracturation d'une roche non homogène reste un défi.

## Controverses
Les pratiques passées ou actuelles ont généré d'autres controverses.

### Impact sur la structure géologique
Le travail à grande profondeur  est soumis à un empirisme (les lois d'échelle et régimes de propagation sont modifiés par les conditions locales, mais aussi par la répétition des opérations de fracturation). L'empirisme est encore inévitable, même près de la surface du sol où les risques pour les nappes superficielles sont plus importants ; la confrontation expérimentale de la modélisation d'une fracturation (d'un matériau connu avec une pression connue) avec le réseau réellement fracturé, dans le cas d'expériences simples faites en surface, montre des différences pouvant atteindre 30 %. On peut supposer qu'en profondeur, il est encore plus difficile de modéliser, contrôler et vérifier les processus de fracturation, surtout quand les puits de forage sont proches (ce qui est souvent le cas aux États-Unis). Les modèles et équations mathématiques ne sont pas encore capables de décrire la réalité très complexe des processus de fracturation en profondeur.
D'autres incertitudes persistent quant au risque de drainage acide, au comportement modifié de la roche fracturée face à l'aléa sismique. Des mises en relation des zones fracturées avec des failles géologiques existantes pouvant également apparaître. Et dans certains cas (gisement gazier de Texas Cotton Valley par exemple), même quand on a utilisé une quantité très faible de sable ou de proppants, le système de fracture ne s'est pas refermé.
Outre les impacts paysagers, maintenant visibles sur l'imagerie satellitaire, les impacts directs et indirects en termes d'empreinte écologique, et sur l'effet de serre et la pollution de l'air (via la pollution routière fortement mobilisée par ces activités) et de possibles impacts éco-paysagers (liés notamment aux émanations des installations et bassins de stockage des fluides et eaux polluées), on sait par l'observation de systèmes naturels de fracturation hydraulique que la fracturation de roches profondes contribue à modifier la formation géologique, avec création de chemins préférentiels, de zones de corrosion chimique de la roche. Des populations bactériennes nouvelles peuvent être introduites dans des milieux où elles peuvent se nourrir des hydrocarbures désorbés par la roche et qui n'auront pas été remontés par le puits en fin de vie. À grande profondeur, des fluides hydrothermaux contenant des éléments indésirables (radionucléides, métaux lourds, arsenic, acides) peuvent se former ou envahir le réseau de fracturation et rejoindre les puits. L'injection d'acides dans le sol facilite la dissolution de métaux et d'arsenic.

### Dérogations à la législation environnementale
Aux États-Unis et au Canada, les opérateurs industriels et économiques qui ont porté les projets d'exploitation de ressources fossiles non conventionnelles ont bénéficié de privilèges, de facilités et de dérogations extraordinaires tout à fait inhabituelles par rapport à la législation (ces entreprises n'ont pas à respecter les trois grandes lois environnementales aux États-Unis), tout en ne révélant pas la liste des produits chimiques qu'ils utilisaient, ni les impacts indirects de leurs activités,,. Un projet de loi dit Fracturing Responsibility and Awareness of Chemicals Act déposé en 2009 vise à obliger les industriels à divulguer la liste des produits chimiques qu'ils injectent dans le sous-sol, mais en 2010, l'industrie gazière et pétrolière s'opposait encore, avec succès, à cette loi. L'EPA leur a proposé de coopérer en leur accordant la possibilité d'arguer du secret de fabrication pour ne pas divulguer au public certains produits.

## Effets mesurés sur la santé

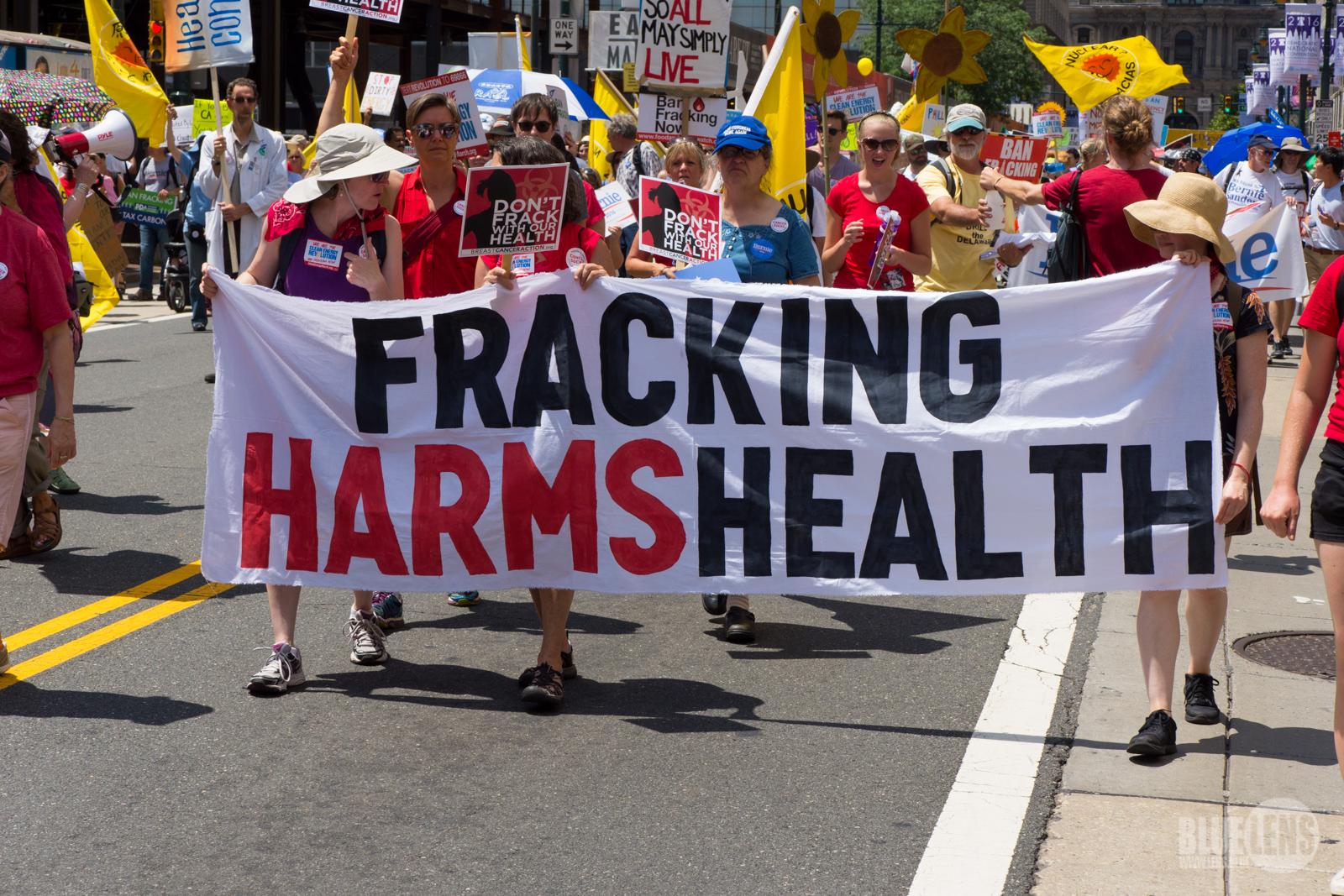
« La fracturation hydraulique nuit à la santé » lors d'une manifestation à Philadelphie (2016).

Pour le grand public, la question des impacts sur la santé a d'abord été soulevée par le film Gasland, mais qui n'était pas une étude scientifique épidémiologique à grande échelle.
Diverses études ont ensuite suggéré que vivre près des sites pétro-gaziers utilisant le fracking est associé à un large éventail d’effets négatifs allant d’un risque accru d'asthme et de migraines à un accroissement du risque d'hospitalisation pour maladie cardiovasculaire, trouble neurologique et cancer. Par précaution quelques états ont déjà interdit la fracturation (Maryland et État de New York). Les premières études concernaient essentiellement la pollution de l'eau par les produits chimiques du fluide de fracturation à la suite d'éventuelles pertes d'intégrité des conduites de forage ou par les remontées d’éléments profonds via les forages,,,.
Puis, plusieurs études récentes ont porté sur des évaluations coûts-bénéfice pour l'environnement et sur les effets possibles des produits chimiques présents dans le « fluide de fracturation » puis retrouvés dans l'air près des puits de fracturation,,,,.
Fin 2017, une large étude (conduite par des épidémiologistes de l'université de Princeton) est publiée dans la revue Science Advances. C’est la première comparaison à grande échelle de quelques indicateurs de santé robustes, d'une part chez des bébés nés avant et après l'extraction du gaz de schiste par fracturation en Pennsylvanie et d'autre part chez des bébés nés à diverses distances d’un forage en activité. Cette étude montre que les parents vivant à proximité des puits de fracturation ont un risque nettement aggravé d’avoir des enfants dont le poids de naissance est significativement plus bas. Des études antérieures ont aussi mis en évidence un risque accru de faible poids à la naissance pour les nouveau-nés, mais elles manquaient de puissance statistique ou n’avaient pas mesuré si l’intensité du risque était corrélée à la distance par rapport au forage. Cette fois, 1,1 million de certificats de naissance de Pennsylvanie ont été étudiés, produits de 2004 à 2013 (laps de temps durant lequel plus de 10 000 puits de fracturation ont été forés en Pennsylvanie pour extraire le gaz). L'adresse des parents, le poids à la naissance, le nombre de mois de gestation, la présence d’anomalies congénitales et certaines anomalies à la naissance figurent sur ce certificat. Les chercheurs ont pu superposer ces données à des cartes figurant les lieux et dates de débuts et fins d’activité des puits forés en Pennsylvanie. Ils ont étudié les données des certificats pour les bébés nés dans des cercles concentriques de 1 km dessinés autour de chaque site : un à 1 km, deux et 3 km et au delà. Les différences sont nettes : les bébés nés d’une mère vivant à moins d'un kilomètre d'un puits étaient 25 % plus susceptibles d'avoir un faible poids à la naissance (moins de 2 500 grammes ou 5,5 livres) que les bébés à plus de trois kilomètres. Ces bébés étaient également en moins bonne santé. Ceux qui sont nés dans les deuxième et troisième cercles étaient également plus petits et moins bonne en santé que les bébés nés de mères vivant plus loin, mais un peu moins affectés que ceux nés d’une mère habitant à moins d’un kilomètre d’un forage.
Pour éviter les biais liés à d’autres facteurs de risque (comme vivre dans un quartier pauvre ou une ville polluée) l’étude n’a pas comptabilisé les bébés nés dans les zones urbaines comme Pittsburgh et Philadelphie (où les bébés ont aussi plus de risque de naître avec un poids plus bas que la moyenne). Les chercheurs ont aussi comparé les frères et sœurs nés de mères vivant près d’un site de fracturation et ayant eu un enfant avant et après le début de la fracturation puis un autre après ; cet échantillon était plus modeste (594 enfants exposés à la fracturation ayant des frères et/ou sœurs non exposés) mais chez ces enfants, ceux nés d’une mère exposée étaient statistiquement plus petits et en moins bonne santé que les autres. À plus de trois kilomètres, il n’y a plus d’effet détectable.
Les facteurs en cause ne sont pas encore connus. Dans ce cas, la pollution de l'eau de boisson ne semble pas être en cause ou en tous cas pas le premier facteur, car beaucoup de familles n’ont pas bu d’eau d’un puits ou forage local. La cause semble à rechercher dans l’air ou l’environnement proche du puits ; restent donc une dispersion dans l’environnement des produits chimiques utilisés pour la fracturation, les fuites de gaz, un effet indirect dû à l'augmentation de la circulation des camions et des travaux lourds liés à la fracturation hydraulique. Les auteurs rappellent qu'un faible poids à la naissance fréquemment dû à un environnement dégradé et est prédictif d’un risque accru de mortalité infantile, d'asthme, d'hyperactivité associée à des troubles et un déficit de l'attention, de résultats scolaires inférieurs puis de revenus financiers moindre que la moyenne. L'auteure principale ajoute que les bébés peuvent être comparés aux « canaris » autrefois utilisés dans les mines en raison de leur grande sensibilité comme détecteur de grisou ou de monoxyde de carbone mortel ; ils ne sont probablement pas les seules victimes ; s'ils subissent de tels effets, les personnes âgées et d’autres personnes vulnérables vivant à proximité des puits risquent également de voir leur santé dégradée. Selon elle, « il ne s’agit plus de discuter pour savoir s’il y a ou non des effets sur la santé, mais de discuter pour savoir comment aider aider les gens qui vivent près de la fracturation »,.

## Objectifs
Elle vise à augmenter ou rétablir la vitesse à laquelle les fluides gras tels que pétrole, liquides (eau) ou gazeux peuvent être produit et extraits à partir d'un réservoir souterrain, dont (c'est de plus en plus le cas) pour des réservoirs dits non conventionnels tels que lits de charbon ou de schistes n'ayant pas pu être exploités par les méthodes conventionnelles.
Par exemple, les schistes (roche sédimentaire la plus répandue) contiennent un peu de gaz enfermé dans des pores très petits (environ mille fois plus petits que ceux du grès des réservoirs conventionnels de gaz naturel[réf. nécessaire]). Ce gaz ne peut être extrait qu'en fracturant la roche.
La fracturation hydraulique vise le plus souvent à permettre l'extraction de gaz naturel et de pétrole à partir de formations géologiques profondes (1 à 4 voire 5 km souvent). À cette profondeur, le substrat est généralement insuffisamment poreux ou perméable pour permettre au gaz naturel et/ou au pétrole de s'écouler dans le substrat jusqu'au puits de forage à une vitesse permettant de rentabiliser le puits par la vente du gaz. Par exemple, la perméabilité naturelle des schistes est extrêmement faible. Fracturer des portions très importantes de couches de schiste est pour cette raison une condition nécessaire à l'extraction rentable du gaz qui y est piégé (en très faible quantité par mètre cube de schiste).
La fracture d'une couche ciblée de roche renfermant des hydrocarbures fournit un chemin conducteur reliant une plus grande surface du réservoir au puits, ce qui augmente la zone prospectée par le système puits/réseau de fissures, d'où le gaz naturel et des liquides peuvent être récupérés de la formation ciblée.

## L'opération de fracturation
Elle se déroule en plusieurs phases :
- Une galerie ou un réseau de galerie est creusé dans le lit rocheux qu'on souhaite fracturer.
- La fracturation est initiée avec un fluide de faible viscosité (de manière à ne pas perdre trop d'énergie via les forces de friction qui deviennent d'autant plus importantes que le réseau s'agrandit)[51].
- Des fluides (ou gels) sont ensuite injectés dans le réseau de fentes[51]. Ils contiennent un agent de soutènement qui doit éviter que ce réseau ne se referme. La répartition des agents de soutènement à l'intérieur de la fracture est un facteur essentiel dans la conception d'une fracture hydraulique[51].
- Les opérations de collecte peuvent ensuite être amorcées. Si le puits s'épuise ou semble se colmater, de nouvelles opérations de fragmentation peuvent se succéder.

## Difficultés et risques d'accidents
La principale difficulté est que l'opérateur doit travailler en aveugle et à distance, sur la base de modèles géologiques et mécanistiques comportant de nombreuses incertitudes. Chaque forage est, de plus, un cas particulier, en raison notamment des variations naturelles du substrat (nature des roches, stratigraphie, pendage, anisotropie, éventuelles anomalies de température et/ou anomalies magnétiques susceptibles de perturber la mesure de la hauteur de fracturation à partir du puits horizontal, ou de perturber certains outils de mesure (magnétomètres…) de mesures de la direction du forage…).
Les trains de tiges sont soumis à des efforts de tension (traction/compression), de pression, flexion et torsion, abrasion et corrosion qui peuvent varier selon les contextes et l'usure du matériel. Dans les courbes du puits, et plus encore dans les parties horizontales du forage, un « lit de déblai » (lit de dépôt particulaire (particules issue du forage ou du déblai…) peut se former, avec risque de « collage » diminuant les performances du puits voire conduisant à son obstruction (des débits élevés lors du forage diminuent ce risque, de même que l'utilisation d'un fluide de forage en régime turbulent, mais ceci encourage à encore augmenter la consommation d'eau, dont une partie sera perdue dans le sous-sol). Enfin, des fissures ou failles connexes, intrusions liées, et autres fuites peuvent créer des bypass et localement empêcher l'ouverture des pores et feuillets de la roche.
Au fur et à mesure que les réservoirs schisteux épais et homogènes auront été exploités, et qu'on cherchera à forer des couches schisteuses plus fines, il faudra de mieux en mieux contrôler la hauteur des fracturations pour qu'elles ne s'étendent pas au-delà de la couche de schiste. Ceci est aujourd'hui difficile, faute d'outils de mesure et de contrôle assez précis. Les outils et méthodes disponibles vers 1980 (alors que les forages dans les schistes commençaient à se multiplier) mesuraient au mieux la hauteur de fracture dans un rayon d'environ 2 m (0,6 m) et si la modélisation a beaucoup avancé dans les décennies 1970-1990, on ne dispose aujourd'hui d'aucun moyen de déterminer précisément in situ, en temps réel et à coût raisonnable la hauteur et la profondeur du réseau fracturé dans la formation. Le risque de fracturer la roche environnante, souvent plus perméable, augmente quand les couches de schistes explorées sont moins épaisses.
En surface, des risques de pollution existent en amont et en aval de l'opération et durant celle-ci en cas d'accident. Ces risques concernent les pollutions de sol ou de nappe phréatique ou d'eaux superficielles. Ils sont notamment liés aux produits chimiques utilisés. Il existe aussi des risques d'explosion, d'incendies, de fuites ou de surgissement en geyser de fluide. Ils peuvent provenir d'erreurs humaines ou de déficiences matérielles.
Ils sont aussi liés à l'incertitude du travail distant et en aveugle que l'opérateur doit conduire. Ce dernier est confronté à la grande complexité de la propagation des fractures multiples (avec une propagation, chaotique et non maitrisable de fractures complexes). D'éventuelles fuites ou déviations des têtes de forage, etc. peuvent se produire.
L'opérateur est ainsi exposé au risque de ruptures ou de fuites brutales, se traduisant par de brusques chutes de pression ou au contraire par des montées en pression auxquelles le matériel doit résister. Les meilleures simulations numériques sont encore trop imparfaites pour garantir que ces risques soient évités.
Chaque opération est source de déformations structurelles suivies d'une tendance à un certain rééquilibrage, avec d'importantes variations selon les caractéristiques de la couche rocheuse explorée et des couches voisines. Les éventuels impacts de ces changements, non visibles en surface au moment des chantiers, semblent peu étudiés ou mal compris. Aux limites des réservoirs, des effets de bords sont difficiles à prendre en compte, même par les modèles.
Environ sept millions de personnes vivent dans des régions du centre et de l’est des États-Unis où la fracturation hydraulique peut causer des secousses telluriques risquant d’endommager les constructions, selon un rapport de l’Institut américain de géophysique (USGS – United States Geological Survey) publié lundi 28 mars.
L'institut d'études géologiques des États-Unis (USGS) identifié 21 endroits ayant connu dans les années 2010 un accroissement des séismes provoqués par la fracturation et rapportent des secousses puissantes et des dégâts dans six États (Oklahoma, Kansas, Texas, Colorado, Nouveau-Mexique et Arkansas dans l'ordre des plus exposés) avec des populations riveraines de sept millions d'individus

## Les fluides de fracturation
N'importe quel fluide peut être utilisé, allant de l'eau à des gels, des mousses, des gaz azote, dioxyde de carbone ou même de l'air dans certains cas. Pour les forages horizontaux visant le gaz de schiste, le fluide est préparé in situ, au moyen de camions spéciaux et de réservoirs amenés sur place. Le système de préparation et d'injection est conçu pour que le fluide soit adapté aux formations rocheuses qu'il va rencontrer, et pour qu'il change de viscosité et de fonctions au fur et à mesure de son déplacement de la surface vers l'extrémité des zones fracturées, et pendant le nettoyage et drainage de la fracture.
Peu de données sont disponibles sur ces fluides alors que de nombreux additifs chimiques les composent. Ce n’est qu’en 2010 que le Sénat américain et l'EPA ont demandé des informations précises aux 9 grands opérateurs les utilisant.
Selon Halliburton et d'autres opérateurs du secteur, en général plus de 99,5 % du fluide utilisé dans la fracturation hydraulique est composé d'eau et de silice (sable). Ce sable peut être pelliculé (recouvert) de résine, ou remplacé par des billes de céramique. Et pour optimiser le rendement des puits, on y ajoute des produits issue d'une « chimie de pointe » pour notamment :
- « limiter par injection de biocides la croissance et l'accumulation de bactéries, dans le fluide et dans le puits de forage » ;
- veiller à ce que « le sable (ou autre agent de soutènement) reste bien en suspension dans le fluide, afin qu'il arrive de manière homogène dans les fractures ouvertes par les « coups » de pression et que les réseaux de fentes et micro failles ainsi créés ne se referment pas, pour que le gaz ou le pétrole puisse y circuler ». Quelques expériences ont montré que certains forages ont très bien fonctionné, sans utilisation massive d'agents de soutènement, probablement notamment en raison de la rugosité de surface de la roche fracturée[31], et de désordres structurels (tridimensionnels) induits dans le feuilletage schisteux par la fracturation[31], qui empêchent que les feuillets disjoints ne se recollent ; certains auteurs ont même à la fin des années 1990 posé l'hypothèse que les agents de soutènement (en s'agglomérant avec des résidus de gel et d'autres particules) pourraient en fait nuire à la perméabilité de la fracture et à sa capacité à se nettoyer[31]. Ces mêmes auteurs considèrent qu'un fluide moins visqueux fracture mieux la roche et facilite l'extension des fractures, et leur nettoyage, ce qui est un « paramètre clé » dans les réservoirs étanches.
- « Réduire la tension superficielle de l'eau en contact avec le « réservoir » du gisement, pour améliorer la production ».

Fin 2010, la polémique enflait en Amérique du Nord quant au secret entourant la composition de ces fluides, et quant à leur degré de toxicité. En 2010, Halliburton a en effet d'abord refusé de donner des informations détaillées sur ces fluides à l'EPA, puis, menacé d’une injonction administrative, a accepté de coopérer, alors que les 8 autres grands opérateurs interrogés par l’EPA avaient rapidement accepté de répondre aux questions de l'EPA posées en vue d'une première évaluation environnementale, à la demande de la Chambre des représentants des États-Unis.
Après l'avoir breveté, Halliburton a annoncé fin 2010 la mise au point d'un fluide désinfecté par rayonnement UV (procédé CleanStream Service), qui devrait permettre de ne plus utiliser les biocides qui étaient injectés dans le sous-sol. Le groupe a aussi annoncé avoir mis au point un système permettant de mieux réutiliser les fluides de fracturation en diminuant le gaspillage d'eau (système CleanWave™). Toutefois, il semblerait qu'à chaque opération de fracturation, jusqu'à 50 % de l'eau du fluide – avec ses produits chimiques – soient perdus dans le système de fracturation (2010). Un film complet, avec sous-titres en français, traite de certains impacts (sur l'eau et la santé notamment) de la fracturation hydraulique. On y voit notamment un exemple de dégazage de méthane dissous dans la tuyauterie du réseau d'eau potable, assez important pour produire une flamme et une explosion quand on présente un briquet devant le robinet au moment de son ouverture.

### Composition
La composition et les teneurs en chaque produit ou mélange ont été tenues secrètes par les producteurs et utilisateurs, qui ont demandé au Sénat que la loi ne les oblige pas même à révéler les noms de ces produits. En toute logique, la composition et les teneurs varient selon les conditions pour s’adapter au type de roche, phase de travail, profondeur, etc.
L'État de New-York a des ressources en eau potable qui proviennent de deux vastes bassins versants, et de nappes situées dans des secteurs faisant l’objet d’une intense prospection gazière et qui commencent à être exploités pour le gaz de schiste. Cet État a déjà identifié dans les fluides plusieurs « des produits chimiques constituant les additifs / produits chimiques » utilisés pour la fracturation du sous-sol.
De nombreux produits sont ou ont été utilisés dans les fluides, dont :
- 1,2-benzisothiazolin-2-one / 1,2-benzisothiazolin-3-one
- 1,2,4-triméthylbenzène
- 1,4-Dioxane
- 1-eicosène
- 1-hexadécène
- 1-octadécène
- 1-tétradécène 
(1-tetradecene)
- 2,2 dibromo-3-nitrilopropionamide
- 2,2'-azobis-{2 - (imidazlin-2-yl) propane-dichlorhydrate}
- 2,2-Dobromomalonamide
- polymère acide de sel de sodium 2-acrylamido-2-méthylpropane
- Chlorure 2-acryloyloxyéthyle diméthylammonium (benzyl)
- 2-Bromo-2-nitro-1,3-propanediol
- 2-butoxyéthanol
- 2-dibromo-3-nitriloprionamide (2-monobromé-3-nitriilopropionamide)
- 2-éthylhexanol
- 2-propanol /alcool isopropylique / isopropanol / Propane-2-ol
- Homopolymère de 2-propène-1-aminium, N, N-diméthyl-N-2-chlorure de propényl
- Homopolymère de sel d'ammonium / acide 2-propènoïque
- Polymère d’acide 2-propénoïque (Acide acrylique) avec  2 p-acrylamide, sel de sodium / Copolymère d'acrylamide et d'acrylate de sodium
- Acide 2-propénoïque polymérisé avec phosphinate de sodium (1:1). Rem : Le phosphinate de sodium est également nommé « Sodium hypophosphite »
- 2-propénoate télomérisé avec  sulfite d'hydrogène de sodium
- 2-propyn-1-ol / Alcool de Progargyl
- 3,5,7-Triaza-1-azoniatricyclo[3.3.1.13,7]decane, 1-(3-chloro-2-propenyl)-chloride )
- 3-méthyl-1-butyne-3-ol
- 4-nonylphénol ramifié polyéthylène glycol éther / nonylphénol éthoxylé / oxyalkylé phénol. Rem : Les nonylphénols sont fortement suspectés d’être des perturbateurs endocriniens.
- Acide acétique
- Acide acétique, hydroxy-, et produits de réaction avec la triéthanolamine
- Anhydride acétique
- Acétone
- Acrylamide

Des sables radioactifs ont également beaucoup été utilisés comme traceurs. Une technologie alternative a été présentée en 2009 mais ne semble pas encore très utilisée.

## Domaines d’utilisation
L’usage largement le plus répandu est l’extraction de resources non conventionnelles de gaz et de pétrole,,, mais l’hydrofracturation peut aussi être utilisée pour d’autres usages, dont :
- décolmater ou « stimuler » un forage destiné au pompage d’eau potable[64] (mais au risque parfois d’ensuite l’épuiser plus vite et d’y faciliter les transferts d’eau polluée, saline, ou se polluant à partir de composés de la matrice (particules, radionucléides, sels rendus disponibles par le fracking) ;
- « préconditionner » une couche géologique (en la fracturant) pour en faciliter une future exploitation minière[65]

De manière plus marginale, la fracturation hydraulique est également utilisée dans le domaine de la géothermie, en particulier sur le site pilote de Soultz-sous-Forêts en Alsace.

## Objectifs techniques
La fracturation hydraulique vise à augmenter (ou rétablir) la vitesse à laquelle les fluides gras (pétrole), liquides (eau) ou gazeux peuvent être extraits d'un réservoir souterrain rocheux, dont (c'est de plus en plus le cas) de réservoirs d'hydrocarbures dits non conventionnels. Dans ce cas, les réservoirs sont des lits ou couches de charbon ou de schistes n'ayant pas pu être exploités par les méthodes conventionnelles. La fracturation hydraulique permet d'extraire du gaz naturel et du pétrole à partir de formations géologiques profondes (5 000 à 20 000 pieds). À cette profondeur, la chaleur et la pression permettent la libération d’une faible partie des hydrocarbures piégés, mais la faible perméabilité du substrat et de la matrice s’opposent à la circulation jusqu'au puits de forage du gaz naturel et/ou d’hydrocarbures gras tels que le pétrole à une vitesse permettant de rentabiliser le puits par la vente de ces substances. Dans le cas des schistes profonds dont la perméabilité naturelle est extrêmement faible (mesurée en microdarcy voire en nanodarcy). Fracturer des portions très importantes de couches de schiste est le seul moyen rentable d’en extraire les gaz qui y sont piégés, en très faible quantité par mètre cube de schiste.
Le fracking d'une couche ciblée de roche (riche en matière organique, renfermant donc de faibles quantités d’hydrocarbures), fournit un chemin conducteur ouvrant au drainage vers le puits une plus grande surface du « réservoir ». On peut répéter le processus, plusieurs dizaines de fois éventuellement, à partir d'un même puits pour tenter de réactiver le réseau de fissures quand la production du puits diminue.

## Techniques de substitution
Plusieurs techniques alternatives sont actuellement à l'étude, elles visent essentiellement à remplacer l'eau par un autre fluide. Ces techniques demeurent encore à l'état expérimental et ne sont pas exemptes de risques :
- la fracturation au CO2, injecté dans le sol sous forme supercritique<ref« >Gaz de schiste : après la fracturation hydraulique », Banque des Savoirs de l'Essonne, 17 octobre 2011</ref>. L'inconvénient majeur de l'utilisation du dioxyde de carbone serait l'accélération de la dissolution des roches qui augmenterait l'étendue des fissures ouvertes et permettrait des infiltrations[69] ;
- la fracturation au gel de propane, testée par la société canadienne Gasfrac[70], et au propane pur (sans additifs chimiques) par la société Ecorpstim[71] ;
- la stimulation par arc électrique, qui nécessite tout de même l'emploi d'eau mais en plus faibles quantités. Grâce à une puissante décharge électrique, une onde acoustique provoque de micro-fissures dans la roche et libère le gaz. Le principal inconvénient de cette technique réside dans l'important besoin d'électricité, en particulier d'un générateur de forte puissance situé en surface au niveau du puits. Elle est testée par Total et l'université de Pau ;
- la fracturation pneumatique, qui consiste à injecter de l'air à forte pression ;
- la fracturation exothermique non hydraulique ou fracturation sèche[72], inventée pour les forages en région Arctiques où l'eau gèle et se fige trop rapidement. Cette méthode n’utilise ni eau, ni explosifs, ni acides, ni solvants, mais de l'hélium chaud. Les propriétés de ce gaz inerte et très peu soluble dans l'eau permettent de se passer de tout autre produit : injecté à l'état liquide, l'hélium passe au stade gazeux grâce à la chaleur naturelle du sous-sol, le changement de volume permet de fracturer la roche. Elle est expérimentée par la société Chimera Energy Corp au Mexique, dans le gisement Chicontepec.

## Ingénierie
La fracturation hydraulique fait appel à des processus pluridisciplinaires complexes d’études et planification des travaux.
Des géologues et équipes de prospecteurs identifient et géolocalisent les ressources fossiles potentielles ou certaines. Des équipes de juristes, de financiers doivent acquérir ou négocier les droits de prospection et d'exploitation. Les disciplines qui interviennent ensuite, dès la phase exploratoire in situ pour certaines, relèvent par exemple de
- la mécanique de la rupture ;
- la mécanique des fluides ;
- la mécanique des solides ;
- la théorie de la percolation (cf. aussi loi de Darcy) ;
- la chimie et physique des fluides et de l’extraction, désorption ;
- la modélisation mathématique et l'informatique ;
- l’ingénierie financière, , etc.

Après quelques années de développement intensif de ces techniques, et alors que les études d’impact commencent seulement à être demandées par l’EPA (2010) et en son sein par l'Office of Research and Development (ORD), de nouvelles sciences et disciplines dont la toxicologie et l’écotoxicologie, la restauration écologique pourraient également devoir être appelées en renfort.

## Terminologie
- Agents de soutènement (en anglais proppants) : Ce sont des particules solides, mises en suspension dans le fluide de fracturation et injectées dans les fractures. Elles doivent maintenir ces fractures ouvertes, pour créer et conserver un « chemin » conducteur que les fluides (gaz, pétrole, eau) emprunteront pour facilement se déplacer jusqu’au puits d’extraction. On a d’abord utilisé du sable naturel, puis des grains de céramique fabriqués en usine à des diamètres et densités optimisés, éventuellement recouverts par un traitement de surface[73] de résine phénolique par exemple pour qu'ils réagissent moins avec le fluide de fracturation et le gaz ou le pétrole.
- Complétion : C'est le travail nécessaire au bon fonctionnement du puits, en plus du simple fait de le forer.[réf. nécessaire]
- Coning (ou formation de cône) : C'est le phénomène d'appel d'eau créé par la dépression causée par un puits (vertical, angulaire ou horizontal) qui aspire le gaz ou le pétrole (quand de l'eau est présente à proximité). Il cause un déclin de productivité du puits si le niveau d'eau monte trop vite dans le puits. Le nom provient de la forme de cône que prenait le plafond de la nappe sous un puits l'aspirant[17]. On parle de « coning d'eau » , de « coning de gaz » et de « double coning »[74] ; « La hauteur du cône et le débit critique dépendent du rayon de cône alors qu'ils sont indépendants du rayon du puits »[74]. Termium Plus, la banque de données terminologiques et linguistiques du gouvernement du Canada, donne comme définition : « Formation de cône axée sur le sondage, phénomène affectant les nappes d'eau et de gaz d'un gisement en production / Sous l'effet du gradient de pression dû à l'écoulement de l'huile, il se produit alors une déformation de la surface séparant les deux fluides [l'huile et eau ou gaz]. Ce phénomène appelé « coning », ou formation d'un cône d'eau ou de gaz [...] », et comme traductions : 1) « succion », 2) « formation de cône »[75].
- Fluide de forage : Il lubrifie la tête foreuse et le puits. Il doit par une viscosité adéquate faciliter le nettoyage en transport des déblais de forage du front de taille à la surface, de manière à éviter l'accumulation de déblais, ce qui est plus difficile dans les courbures et puits horizontaux ou parties inclinées du puits.
- Fluide de fracturation (en anglais fracturing fluid) : C’est le fluide (eau + sable ou microbilles + éventuels produits chimiques) injecté via le puits de forage et le ou les canaux forés horizontalement dans la roche à fracturer pour en extraire du pétrole, du gaz ou de l’eau.

Ce fluide de fracturation a quatre fonctions principales :
1. Ouvrir et étendre un réseau de fractures ;
2. Transporter divers agent de soutènement le long de fractures ;
3. Dans le cas des hydrocarbures non conventionnels : transporter des agents chimiques qui aideront à désorber de la roche le ou les produit(s) que l’opérateur veut extraire ;
4. Dans le cas particulier de forages destinés à dépolluer un sol ou sous-sol, ce fluide peut contenir des bactéries et de quoi les nourrir, des agents absorbants, adsorbants, chélateurs, etc.

- Fracking ou fracing[76] sont, dans l'argot du métier, des diminutifs qui désignent l'opération de fracturation hydraulique.
- Gradient de fracturation (en anglais fracture gradient ou FG) : C’est la pression pour fracturer la formation géologique à une profondeur donnée divisée par la profondeur. Un gradient de fracture de 18 kPa/m (0.8 psi/pied) implique que, à une profondeur de 3 km (10 000 pieds) une pression de 54 MPa (8 000 psi) augmentera la fracturation hydraulique ;
- ISIP (initiales de l'anglais instantaneous shut in pressure) : C’est la pression mesurée immédiatement après arrêt de l'injection de fluide. L’ISIP fournit une mesure de pression dans le puits d’injection du fluide de fracturation, sans les effets de frottement du fluide.
- Kick-off (coup d'envoi) et KOP, initiales de kick-off point.
- Leakoff : c’est la perte de fluide de fracturation à partir du canal principal de fracture dans la roche environnante (plus perméable), ou dans un réseau proche déjà fracturé).
- Screen-outs (ou premature screen-outs) : Ce sont certains des « scenarii » où la fracturation échoue, par exemple par perte du fluide de fracturation dans un réseau faillé préexistant ou dans une roche plus perméable que prévu, ou à la suite d'une consistance inadaptée du fluide). L'adjonction d'un sable tamisé très fin au fluide permet parfois de plus ou moins colmater les fuites[77].
- Skin : c'est le phénomène de colmatage des pores, voire des fissures par des fines (particules de mopins de 5 µm) issues du forage ou du réservoir, qui endommage irréversiblement la formation-réservoir[17].

## Le secteur industriel de la fracturation hydraulique
De nombreuses sociétés proposent des services de fracturation pour les forages d'eau potable, décolmatage et dépollution de sols, ou des carriers, à proximité de la surface du sol, et à petite échelle. La fracturation profonde nécessite quant à elle des moyens informatique, industriels et technologiques lourds. Elle n'est effectuée que par quelques grandes sociétés spécialisées, prestatrices de services pour le compte des grands groupes pétroliers et gaziers.
Selon l'EPA, les neuf grandes entreprises nationales et régionales spécialisées présentes aux États-Unis dans le secteur de la fracturation hydraulique profonde sont (par ordre alphabétique) :
- BJ Services
- Complete Production Services
- Halliburton
- Key Energy Services
- Patterson-UTI
- RPC, Inc.
- Schlumberger
- Superior Well Services
- Weatherford

## Contexte juridique
Il varie selon les pays et parfois selon les régions. Il évolue rapidement. Depuis peu, il semble tendre à intégrer la responsabilité environnementale, le principe de précaution et une meilleure prise en compte des effets des fuites de gaz sur le climat, mais avec des tensions importantes entre les lobbys industriels concernés et les acteurs impliqués dans la régulation environnementale (élus, agences et administrations, et ONG).
Historiquement, la fracturation n'a d'abord simplement pas intéressé le législateur. Jusqu'au début des années 2000, elle n'était pas spécifiquement citée par les codes miniers. Les administrations et élus, comme les citoyens, sont en outre longtemps restés totalement non informés de la nature et de la quantité de produits chimiques injectés en profondeur avec les fluides de fracturation ou en remontant du sous-sol avec ces mêmes fluides et le gaz ou le pétrole.
Dans la plupart des législations, des années 1950 à 2000, le fracking n'était donc ni autorisé, ni interdit. Il a profité d'un vide juridique ou de l'absence d'une législation dédiée pour rapidement se développer, notamment dans les années 2000 aux États-Unis.

### Le cas des États-Unis
C'est le pays le plus observé, car le fracking y existe depuis environ 60 ans et son usage s'y est fortement développé depuis 2003, à la suite de l'amélioration des techniques de forages horizontaux qui ont permis d'exploiter du gaz autrefois inaccessible au Texas, en Pennsylvanie], en Virginie Occidentale], dans le Wyoming, l'Utah et le Maryland. Certains états ont cherché à plus ou moins cadrer juridiquement cette activité, d'autres à favoriser les entreprises la pratiquant.
C'est aussi le premier pays où, à la demande des industriels, en 2005, le droit de l'environnement a régressé avec l'instauration d'une discrimination positive avantageant les intérêts pétroliers et gaziers. Barack Obama, tout comme Lisa Jackson (administratrice de l'EPA) ont mis en avant la double « nécessité d'extraire du gaz naturel », mais « sans polluer les réserves d'eau ». Cependant la législation a été dans le sens d'une dérèglementation, et elle ne permet pas ou ne permet plus de garantir ce second objectif. Le fracking a été exempté de plusieurs obligations environnementales :
Les entreprises pétro-gazières et de fracking n'ont plus à respecter une partie des lois sur la protection des ressources en eau et l'eau potable. Elles bénéficient même dans le nouvel Energy Policy Act of 2005 d'une exemption dite « Halliburton Loophole» (qu'on pourrait traduire par échappatoire Halliburton).
La seule pratique restant réglementée est l'injection massive de carburant diesel comme fluide de fracturation et solvant ou vecteur de divers additifs dans le sous-sol pour les forages gaziers et pétroliers. Mais pour le reste, le fracking est dispensé du permis fédéral autrement imposé à tous par la loi sur l'eau potable votée en 1974 (Safe Drinking Water Act ou SDWA).
Pourtant, en quatre ans (de 2005 à 2009) ce sont - selon le Congrès - 32 millions de litres de carburant diesel qui ont été - illégalement - injectés dans le sous-sol comme fluide de forage et/ou fracturation, dans 19 États différents, bien que cette technique soit unanimement considérée comme à haut-risque pour les nappes et donc pour l'approvisionnement en eau potable.
Depuis 1987, les fuites ou le ruissellement issus des installations pétrolières et gazières terrestres (puits, pipelines et sites de construction) sont dispensés de répondre à certaines obligations de l'une des deux grandes lois environnementales, le Clean Water Act. De même depuis 2005 pour l'autre grande loi environnementale, le Clean Air Act voté par le Congrès en 1970. Une modification de cette loi dispense alors les industriels de ce secteur d'étudier et déclarer les effets environnementaux globaux de la pollution de l'ensemble de leurs installations. Ainsi les effets cumulatifs, synergiques ou de concentration géographique ne sont plus pris en compte, grâce à une seule comptabilisation de la pollution individuellement émise par chaque puits (sur la base d’auto-contrôles essentiellement). Or, si la pollution et les fuites d'un seul puits peuvent être considérées comme supportables par les écosystèmes ou pour la santé humaine, il n'en va pas nécessairement de même pour les effets de milliers ou dizaines de milliers de puits.
La gestion des eaux usées et des eaux résiduelles et contaminées issues de la fracturation est également dispensée du respect du « Resource Conservation and Recovery Act » (RCRA) qui impose aux autres industriels une dépollution suffisante pour que l'eau puisse retourner aux milieux superficiels ou dans les nappes sans risques ; En octobre 2011, l'EPA a cependant annoncé qu'elle allait commencer à élaborer des normes pour les effluents et eaux usées issus de l'exploitation du gaz naturel.
La Loi nationale NEPA (« National Environmental Policy Act ») sur l'environnement impose théoriquement une déclarations d'impact environnemental pour tout grand projet industriel susceptible d'avoir un impact environnemental important (et le projet ne doit pas être saucissonné pour minimiser ses impacts). Mais (sous prétexte de simplification administrative) en 2005, le nouvel Energy Policy Act a autorisé les opérateurs pétro-gaziers à se conformer à un processus déclaratif moins rigoureux.
Des produits chimiques, minéraux ou métaux sont ajoutés aux fluides de fracturation. Les mêmes et/ou d'autres produits sont désorbés des roches profondes et remontés avec les fluides de forage, le gaz, le pétrole ou les condensats de gaz naturel. Ces produits et les déchets solides ainsi que les effluents liquides et gazeux en contenant (quand ils sont toxiques ou écotoxiques ou que des synergies toxiques sont possibles) devraient tous faire l'objet d'une déclaration exhaustive à l'EPA. Mais l'industrie du pétrole et du gaz ont longtemps été exemptés de cette déclaration ou ont refusé de s'y soumettre en arguant du secret industriel.

### Législations et lobbying industriel
Selon l'ONG américaine Ethics Watch, les faveurs juridiques accordées aux industriels sont au moins en partie explicables par l'importance des pressions exercées par le lobbying pétro-gazier sur les décideurs politiques américains et leurs administrations. Ainsi de 2007 à 2012 (en 5 ans) l'industrie du forage aurait dépensé dans l’État du Colorado près de 5 millions de dollars pour influencer les fonctionnaires du Colorado, soit plus du double de ce que les autres entreprises minières sont réputées avoir dépensé, et plus de cinq fois ce que le secteur agricole a dépensé en lobbying sur la même période, efficacement selon l'ONG puisque les élus du Colorado ont renoncé à augmenter le taux de redevances pétrolières (inchangées depuis les années 1950).
Des conflits d'intérêts à haut niveau semblent aussi parfois en jeu ; par exemple Dick Cheney, quand il présidait le groupe de travail du président Bush sur la politique énergétique, avait recommandé ce type d'exemption, très avantageuse pour l'industrie de la fracturation. Or cette activité est largement dominée par le groupe Halliburton, et D. Cheney est un ancien dirigeant de ce groupe ;

### Tendances
De 2010 à 2013, les États se sont le plus souvent contentés d'imposer que des informations plus claires soient disponibles pour le public quant à la composition chimique du fluide de fracturation.
En 2010, le Wyoming est le premier à imposer aux compagnies de divulguer le contenu de leur fluide de fracturation, suivi par le Michigan et le Texas. D'autres textes ou projets de loi ont cherché à protéger la ressource en eau, et à faciliter les inspections de sites voire à interdire tout ou partie des projets de forage.
De 2010 à 2013, au moins cinq états américains ont envisagé ou adopté des lois limitant ou interdisant les forages gaziers dans tout ou partie de leur territoire. Le motif de ces lois n'était pas la protection du climat, mais la gestion des risques (protection de l'eau et de la santé publique principalement).
En décembre 2010, David Paterson (gouverneur sortant de l’État de New-York) signe un décret instituant un moratoire de sept mois pour tout forage de gaz ; ceci peu après qu'un projet de loi ait proposé de suspendre tout nouveaux permis de gaz naturel jusqu'en mai 2011.
L'État du New Jersey vote en janvier 2012 un moratoire d'un an. Peu après le Gouverneur de l’État (Chris Christie) soutient un projet de loi qui interdirait définitivement tout fracking dans tout l'État.
En mai 2012, l'État du Vermont est le premier état à voter une interdiction totale de la fracturation (dans tout l’État). En juillet, en Caroline du Nord le Gouverneur (Beverly Perdue) oppose un veto à un projet de loi qui voulait lever un moratoire (interdisant le fracking dans tout l'État tant que de meilleures garanties ne seront pas apportées avant tout forage).
En 2013, le Michigan rejoint d'autres états de la région des Grands Lacs qui mettent en place depuis le début des années 2000 un nouveau cadre inter-états juridiquement contraignant dit « Great Lakes Compact ». Ce cadre limite ou interdit tout prélèvement massif et gaspilleur d'eau (chaque fracturation peut consommer jusqu'à cinq millions de litres d'eau prélevée localement).
La même année, la nouvelle assemblée de l'État de New York adopte un moratoire de deux ans sur la fracturation, pour protéger sa ressource en eau.
D'autres états continuent au contraire à encourager l'industrie gazière en votant des lois limitant la capacité des autorités locales à interférer avec la délivrance des permis de forage. Une loi votée en Pennsylvanie dite « House Bill 1950 » ou « Act 13 » force même les collectivités locales à accepter les forages dans tout le bassin gazier dit « Marcellus Shale », y compris en zone résidentielle. Cette loi reconnait aux médecins le droit de consulter la liste des produits chimiques utilisés par l'industrie s'ils ont des patients malades qui ont été en contacts avec ces produits, mais elle leur interdit de divulguer le nom de ces produits.
Cette loi a fait l'objet de vives contestations, attaquée au motif qu'elle contredirait la constitution américaine.

### La jurisprudence nord-américaine
La jurisprudence n'est pas encore fixée. Ceci s'explique par le caractère récent ou « en cours » de la plupart des litiges, et par le fait que les tribunaux ont longtemps manqué d'information sur les impacts indirects et le niveau de dangerosité des opérations de fracturation. Ils souhaitent souvent mettre en balance les inconvénients locaux par rapport aux bénéfices liés à la production de gaz. Certains juges ont reconnu un caractère « anormalement dangereux » à la fracturation ou à certaines installations et d'autres non. Des données récentes sur les fuites de gaz pourraient encore faire évoluer cette jurisprudence. Les juristes semblent mal à l'aise avec le fait que le forage horizontal sous les zones résidentielles et propriétés privées ne permet pas de considérer qu'il y a intrusion dans la propriété d'autrui) et se demandent encore comment qualifier la responsabilité et s'il faut parler de responsabilité sans faute.

### Dans les autres pays
Au Canada, la majorité au pouvoir dans ce pays est traditionnellement favorable à l'industrie pétrolière et minière. Mais depuis 2005 environ, des citoyens, élus et administrations environnementales s'inquiètent des effets climatiques, sanitaires et environnementaux du fracking. En mai 2013, pour protéger la vallée du Fleuve Saint-Laurent où existent d'importants projets gaziers, le ministre québécois de l'Environnement Yves-François Blanchet a présenté un projet de moratoire pour tout fracking durant au moins 5 ans, en attendant une nouvelle loi sur l'exploitation du sous-sol. Ce moratoire porte aussi sur les essais et la prospection. Il suspend toutes les licences de forages gaziers délivrées pour le gaz de schiste, sans compensation financières selon le projet initial. Mais l'opposition politique (Coalition Avenir Québec, second parti d'opposition de la province) et le Parti libéral semblent vouloir refuser ou atténuer ce moratoire. Martine Ouellet, Ministre des Ressources naturelles, considère aussi le fracking comme une technologie dangereuse.
En France a été lancée une réforme du code minier, et interdit la fracturation pour la recherche et l'exploitation de gaz en 2011. Le Conseil constitutionnel a déclaré, le vendredi 11 octobre 2013, conforme à la Constitution la loi votée le 13 juillet 2011 interdisant la technique de fracturation hydraulique sur le territoire français.
En Allemagne, le vendredi 8 novembre 2013, les chrétiens-démocrates (CDU) d'Angela Merkel et les sociaux-démocrates (SPD) engagés dans des négociations pour la formation d'un gouvernement de coalition, sont convenus d'un moratoire sur l'utilisation de la fracturation hydraulique pour l'extraction du gaz de schiste.
D'autres pays ou niveaux régionaux ont toléré le fracking ou n'avaient pas songé à la réglementer puis - plus récemment - l'ont interdit. C'est le cas en 2013 de l'une des Communautés autonomes d'Espagne : la Cantabrie.